# Ə
Ə (minuscolo ə) è un simbolo utilizzato in diverse lingue scritte nell'alfabeto latino, chiamato «scevà» (adattamento italiano del tedesco Schwa, dall'ebraico שְׁוָא‎, šĕvā).

## Utilizzo nelle lingue
Si usa come grafema in varie lingue:
- Nell'azero rappresenta la vocale anteriore quasi aperta non arrotondata. A volte, si usa «ä» al suo posto per non creare problemi con l'ISO 8859-9.
- Nell'alfabeto latino ceceno: l'uso di questo alfabeto è politicamente significativo in quanto in Russia si preferisce l'uso dell'alfabeto cirillico, mentre i separatisti preferiscono l'alfabeto latino.
- Nella traslitterazione dell'avestico la corrispondente vocale lunga è iscritta come uno scevà con il segno di lunga, «ə̄».
- Nella scrittura di alcuni dialetti dell'Italia centrale e meridionale.

## La maiuscola
Nelle lingue in cui lo scevà rappresenta un fonema pieno, e potrebbe apparire all'inizio della parola, talvolta è richiesta una versione maiuscola. 
In alcuni casi, lo scevà maiuscolo sembra una versione più grande del simbolo scevà, codificato come U+018F, «Ə», però è usata anche una «E» maiuscola invertita, per esempio nei nomi propri avestani di persona (U+018E), «Ǝ», con una minuscola codificata separatamente, U+01DD, «ǝ».

### Nell'alfabeto fonetico internazionale
Il simbolo «ə» è stato scelto per rappresentare la vocale centrale media nell'alfabeto fonetico internazionale.

## Sviluppi linguistici
In Italia, il simbolo è stato proposto da alcuni come opzione per indicare una desinenza neutra delle parole, inesistente in italiano, che eviti di specificare il genere sessuale dei referenti, di far concordare desinenze maschili plurali con referenti plurali misti maschili e femminili (il cosiddetto «genere grammaticale non marcato», corrispondente in pratica a un «maschile sovraesteso», «maschile inclusivo»), e per includere le persone che non si riconoscono nel binarismo di genere. L'idea è stata popolarizzata in particolare dalla sociolinguista Vera Gheno e dalla scrittrice Michela Murgia, a partire da una proposta di Luca Boschetto. La proposta di Boschetto, denominata «italiano inclusivo», prevedeva l'uso dello scevà («ə») per il genere non marcato al singolare, e del simbolo «ɜ» per il plurale. Ai due simboli corrisponderebbero due nuovi fonemi dell'italiano, quelli indicati dai medesimi grafemi nell'alfabeto fonetico internazionale: ovvero, rispettivamente, la vocale centrale media («ə») e la vocale centrale semiaperta non arrotondata («ɜ»): 
|           | Maschile                 | Femminile                | Inclusivo                |
| --------- | ------------------------ | ------------------------ | ------------------------ |
| Singolare | il signore /il siɲˈɲore/ | la signora /la siɲˈɲora/ | lə signorə /lə siɲˈɲorə/ |
| Plurale   | i signori /i siɲˈɲori/   | le signore /le siɲˈɲore/ | lɜ signorɜ /lɜ siɲˈɲorɜ/ |

Nella pratica, tuttavia, finora chi ha ripreso la proposta ha spesso usato solo lo scevà «ə» indistintamente per singolare e plurale.
La proposta ha suscitato un vivo dibattito. Secondo alcune critiche, quest'uso dello scevà sarebbe snaturante rispetto ai caratteri strutturali dell'italiano e un rimedio sproporzionato per il tipo di problema: anche volendo una soluzione innovativa, questa si potrebbe costruire restando entro l'inventario grafico e fonetico già esistente dell'italiano. Altre critiche hanno sostenuto che sia il problema in sé a non esistere e a essere indebitamente ingigantito nel discorso pubblico, e che quindi semplicemente non ci sia bisogno d'alcuna «soluzione». Ancora, è stato fatto notare come soluzioni di questo tipo, se si affermassero, andrebbero a falsare a posteriori tutta la letteratura scritta in italiano dalle origini ad oggi, facendo percepire come precisamente maschili tutti i plurali maschili inclusivi: per esempio, I promessi sposi risulterebbero due maschi.
Interpellata sulla questione, anche l'Accademia della Crusca ha espresso un parere negativo sulla proposta, ribadendo che nelle lingue flessive il genere come categoria grammaticale non coincide necessariamente con le caratteristiche sessuali dei referenti, e invitando a un uso consapevole e non prevaricatorio della desinenza nominale -i come espressione di un genere grammaticale non marcato.